# 琴苑心傳全編
《琴苑心傳全編》，古琴谱。清代康熙六年孔興誘撰辑。

## 琴谱介绍
清初刊本，二十卷。一至八卷論琴理，列代琴人传、说琴律、说制琴、说辨琴、释字谱及指法，九至二十卷共收琴曲八十首。几乎都有解题和后记，並记明传谱或校谱人。这是一部对明代古琴有总结性的重要著作。